# Old Buckenham Airport
Old Buckenham Airport är en flygplats i Storbritannien.   Den ligger i grevskapet Norfolk och riksdelen England, i den sydöstra delen av landet, 140 km nordost om huvudstaden London. Old Buckenham Airport ligger 53 meter över havet.
Terrängen runt Old Buckenham Airport är platt. Runt Old Buckenham Airport är det ganska tätbefolkat, med 124 invånare per kvadratkilometer. Närmaste större samhälle är Attleborough, 3,3 km nordväst om Old Buckenham Airport. Trakten runt Old Buckenham Airport består till största delen av jordbruksmark.